# Laksa

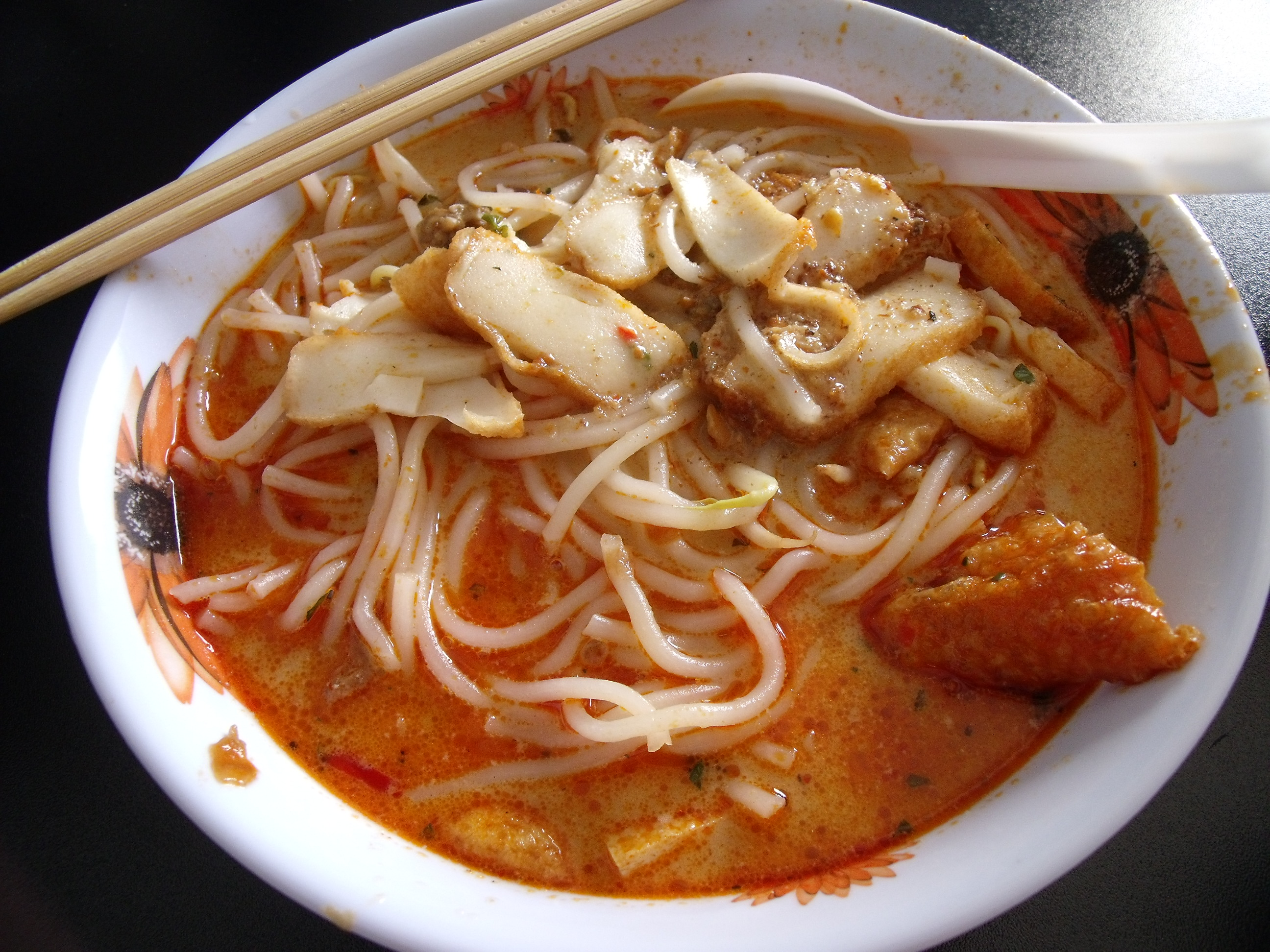
Laksa singapurska

Laksa – zupa popularna w Azji Południowo-Wschodniej, głównie w Malezji, Singapurze, jak również w Australii. Przyrządzana jest z czerwonej pasty curry oraz mleczka kokosowego, podawana z makaronem (Yellow Mee lub grubym Vermicelli) i dodatkami takimi jak: krewetki, kurczak, kalmary, kawałki ryby, kiełki fasoli mung, pak-choy (kapusta chińska), plasterki tradycyjnego ciasta rybnego, mielony susz krewetkowy, tofu czy pasta chilli sambal.

## Rodzaje zupy laksa
Poza opisaną tutaj najpopularniejszą curry laksa przyrządza się również:
- laksa lemak
- katong laksa
- nyonya laksa
- johor laksa
- asam laksa
- penang laksa